# وسطية (إسلام)
الوسطية هي الاعتدال في كل أمور الحياة من تصورات ومناهج ومواقف، وهي تحر متواصل للصواب في التوجهات والاختيارات، فالوسطية ليست مجرد موقف بين التشدد والانحلال؛ بل هي منهج فكري وموقف أخلاقي وسلوكي، كما ذكر في القرآن:﴿وابتغ فيما آتاك الله الدار الآخرة ولا تنس نصيبك من الدنيا وأحسن كما أحسن الله إليك ولا تبغ الفساد في الأرض إن الله لا يحب المفسدين ﴾" حيث تشير تلك الآية إلى أهمية الوسطية وتحقيق التوازن في الحياة. ومرجع الوسطية إلى الشرع فما وافق الشرع فهو الوسط فالتشدد في محله وسطية والرفق في محله وسطا كذلك.[وفقًا لِمَن؟]، والوسط يفيد معنى البعد عن الإفراط والتفريط، والزيادة على المطلوب في الأمر إفراط والنقص عنه تفريط، وكلٌّ من الإفراط والتفريط ميل عن الجادة القويمة؛ فهو شر ومذموم، والخيار هو الوسط بين طرفي الأمر، أي المتوسط بينهما؛ ولذلك يقول القرطبي: ((لما كان الوسط مجانبًا للغلو والتقصير كان محمودًا)) 

## مصطلحات مقاربة
- التسديد (السداد):

السداد: الاستقامة، والقصد ، قال ابن حجر: ((عن مجاهد في قوله تعالى: ﴿قَوْلاً سَدِيدًا ﴾، قال: السداد العدل المعتدل الكافي)).
- الاقتصاد: اقْتَصَدَ في أمره: توسَّط فلم يُفْرِطْ ولم يُفَرِّطْ. ويقال: اقتصد في النفقَة: لم يُسرفْ ولم يقتِّر. واقْتَصَدَ فلانٌ: كان غير نحيف وغيرَ جسيم.[5] وقال الفيومي: ((قصد في الأمر قصدًا: توسط وطلب الأسدَّ، ولم يجاوز الحد، ورضي بالتوسط؛ فالقصد والاقتصاد هو الاعتدال في الدين، والتوسط في أحكامه، والسلوك فيها مسلكًا وسطًا بين المغالاة والتقصير، أو بين الإفراط والتفريط. القصد في النفقة أو الاقتصاد في النفقة هو التوسط بين الإسراف والتقتير))[6]، قال الله تعالى: ﴿ واقصد في مشيك ﴾ أي توسط فيه بين الدبيب والإسراع من القصد، وهو الاعتدال[7]

## الوسطية في المفهوم الإسلامي
وردت الوسطية في كتاب المسلمين: القرآن الكريم، وأُريدَ به: عدل الأمور وخيرها، وذلك في قوله تعالى: {وَكَذَلِكَ جَعَلْنَاكُمْ أُمَّةً وَسَطًا} [البقرة: 143]، يقول ابن كثير: «والوسط هاهنا: الخيار والأجود»، وبناء على هذا فإن الوسطية في الإسلام هي: خيار الأمور، وهي متمثلة في أوامر الشريعة الإسلامية لأن الشريعة لا تأمر إلا بالخير، وأصل الوسطية في الدين: الدين الإسلامي، لأنه جاء بخير الشرائع حسب ما تقوله مصادر الدين الإسلامي، كما أنه وسط بين طرفين أو أطراف أخرى في مسائل الدين، يقول الطبري: «وأرى أن الله تعالى ذكره إنما وصفهم بأنهم» وسط«، لتوسطهم في الدين، فلا هم أهل غلو فيه، غلو النصارى الذين غلوا بالترهب، وقيلهم في عيسى ما قالوا فيه - ولا هم أهل تقصير فيه، تقصير اليهود الذين بدلوا كتاب الله، وقتلوا أنبياءهم، وكذبوا على ربهم، وكفروا به؛ ولكنهم أهل توسط واعتدال فيه. فوصفهم الله بذلك، إذ كان أحب الأمور إلى الله أوسطها».

## نماذج الوسطية
يقول محمد الحبر يوسف: والحق أن الوسطية في مفهوم الإسلام منهج أصيل ووصف جميل، ومفهوم جامع لمعاني العدل والخير والاستقامة، فهي حق بين باطلين واعتدال بين تطرفين وعدل بين ظلمين.
ويقول الدكتور محمد عمارة الذي ينتمي للمدرسة الوسطية ويدعو إليها، فيقول عنها إنها (الوسطية الجامعة)التي تجمع بين عناصر الحق والعدل من الأقطاب المتقابلة فتكوّن موقفا جديدا مغايرًا للقطبين المختلفين ولكن المغايرة ليست تامة، فالعقلانية الإسلامية تجمع بين العقل والنقل، والإيمان الإسلامي يجمع بين الإيمان بعالم الغيب والإيمان بعالم الشهادة، والوسطية الإسلامية تعني ضرورة وضوح الرؤية باعتبار ذلك خصيصة مهمة من خصائص الأمة الإسلامية والفكر الإسلامي، بل هي منظار للرؤية وبدونه لا يمكن أن نبصر حقيقة الإسلام، وكأنها العدسة اللامعة للنظام الإسلامي والفكرية الإسلامية. والفقه الإسلامي وتطبيقاته فقه وسطي يجمع بين الشرعية الثابتة والواقع المتغير أو يجمع بين فقه الأحكام وبين فقه الواقع، ومن هنا فإن الله جعل وسطيتنا جعلا إلهيا ﴿جعلناكم أمة وسطا﴾ سورة البقرة آية 143.
قال عالم الإسلام البنجلاديشي عبد الحي محمد سيف الله، إن سورة البقرة في القرآن الكريم تحتوي على 286 آية، فإذا قسمناها على 2 أصبح عددها 143، والآية 143 من سورة البقرة تحتوي على كلمة الوسط، وهي معجزة من معجزات القرآن الكريم.

## ضوابط الوسطية
هذا وقد حدد الدكتور يوسف القرضاوي بالمجلس الأوروبي للإفتاء والبحوث ضوابط المنهج الوسطي قائلا: «يقوم تيار الوسطية على جملة من الدعائم الفكرية، تبرز ملامحه وتحدد معالمه، وتحسم منطلقاته وأهدافه، وتميزه عن غيره من التيارات»، تتمثل فيما يلي:
- الملائمة بين ثوابت الشرع ومتغيرات العصر.
- فهم النصوص الجزئية للقرآن والسنة في ضوء مقاصدها الكلية.
- التيسير في الفتوى، والتبشير في الدعوة.
- التشديد في الأصول والكليات، والتيسير في الفروع والجزئيات.
- الثبات في الأهداف، والمرونة في الوسائل.
- الحرص على الجوهر قبل الشكل، وعلى الباطن قبل الظاهر، وعلى أعمال القلوب قبل أعمال الجوارح.
- الفهم التكاملي للإسلام بوصفه: عقيدة وشريعة، دنيا ودين، ودعوة ودولة.
- دعوة المسلمين بالحكمة، وحوار الآخرين بالحسنى.
- الجمع بين الولاء للمؤمنين، والتسامح مع المخالفين.
- الجهاد والإعداد للمعتدين، والمسالمة لمن جنحوا للسلم.
- التعاون بين الفئات الإسلامية في المتفق عليه، والتسامح في المختلف فيه.
- ملاحظة تغير أثر الزمان والمكان والإنسان في الفتوى والدعوة والتعليم والقضاء.
- اتخاذ منهج التدرج الحكيم في الدعوة والتعليم والإفتاء والتغيير.
- لجمع بين العلم والإيمان، وبين الإبداع المادي والسمو الروحي، وبين القوة الاقتصادية، والقوة الأخلاقية.
- التركيز على المبادئ والقيم الإنسانية والاجتماعية، كالعدل والشورى والحرية وحقوق الإنسان.
- تحرير المرأة من رواسب عصور التخلف، ومن آثار الغزو الحضاري الغربي.
- الدعوة إلى تجديد الدين من داخله، وإحياء فريضة الاجتهاد من أهله في محله.
- الحرص على البناء لا الهدم، وعلى الجمع لا التفريق، وعلى القرب لا المباعدة.
- الاستفادة بأفضل ما في تراثنا كله: من عقلانية المتكلمين، وروحانية المتصوفين، واتباع الأثريين، وانضباط الفقهاء والأصوليين.
- الجمع بين استلهام الماضي، ومعايشة الحاضر، واستشراف المستقبل.

## وصلات خارجية
- عرض كتاب: كلمات في الوسطية الإسلامية ومعالمها، للشيخ يوسف القرضاوي، المعرفة، الجزيرة نت، 26 يونيو 2007م
- القرضاوي والوسطية.. ملامح لتأصيل المفهوم، إسلام أون لاين، 29 أكتوبر 2008م
- في نقد القول بالوسطية والاعتدال، إسلام أون لاين، 1 يونيو 2008م
- القرضاوي يرفع لواء الوسطية، محمد أحمد الراشد، موقع الإصلاح
- كتاب: وسطية الإسلام، صالح حبيب الله (تشي شيوه ي)، الموسوعة الشاملة
- كتاب: الوسطية، د.صلاح الصاوي.